# Fyrsten
 Der er for få eller ingen kildehenvisninger i denne artikel, hvilket er et problem. Du kan hjælpe ved at angive troværdige kilder til de påstande, som fremføres i artiklen.

Fyrsten (Il Principe) er en politisk afhandling af den florentinske embedsmand og politiske teoretiker Niccolò Machiavelli. Oprindeligt kaldet De Principatibus (Om fyrstedømmer). Den er skrevet i 1513, men først publiceret i 1532, fem år efter hans død. Afhandlingen er ikke repræsentativ for de bøger, der blev udgivet i hans levetid. Men det er den der huskes; ud fra den skabtes ordet "machiavellisk".
Machiavellis hensigt med Fyrsten er at forklare, hvordan en leder kan genoprette en retsorden ved brug af alle nødvendige midler. Han mener, at våbenmagt er grundstenen for al magt, og at alle stater er i sidste instans blevet grundlagt ved vold. Udtrykket målet helliger midlet opstod senere i debatten om Fyrsten.
Forklaringen er, at den menneskelige natur under medgang og fred hurtigt bliver korrupt, og at samfundet altid har brug for en stærk leder til at genoprette orden, når denne er brudt ned. Men det er en forudsætning for, at en fyrste eller magthaver må udøve legitim vold, at den udøves i øvrighedens interesse; aldrig i personlig interesse. Machiavelli skelner skarpt mellem den personlige moral, som må være pletfri, og den offentlige moral, der kan tilsidesættes, når det tjener øvrighedens eller fællesskabets interesser.
Bogen blev skrevet som fyrstespejl for herskere og er tilegnet Lorenzo di Piero de' Medici (en), hertug af Firenze. Den er en analyse af politiske processer. Machiavelli siger, at han ikke vil diskutere idealer, men at hans mål er at diskutere tingene, som de virkelig er. Han mener ikke, at politisk handling skal ledes af moralske principper. Han er blevet udnævnt til realpolitikkens far.

## Eksterne links
Links til den fulde tekst:
- Il Principe Arkiveret 6. november 2008 hos  Wayback Machine at MetaLibri Digital Library.
- Adelaide's full text of The Prince (includes footnotes) Arkiveret 20. juli 2006 hos  Wayback Machine
- SparkNotes Arkiveret 7. marts 2007 hos  Wayback Machine
- The Prince, frit tilgængelig på Project Gutenberg
- Concordances and Frequency List Arkiveret 12. marts 2007 hos  Wayback Machine based on the italian text.

| Bog | Spire Denne artikel om bøger og tidsskrifter er en spire som bør udbygges. Du er velkommen til at hjælpe Wikipedia ved at udvide den. |